# Liste der Nummer-eins-Hits in Deutschland (1989)
Diese Liste enthält alle Nummer-eins-Hits in der Bundesrepublik Deutschland im Jahr 1989. Es gab in diesem Jahr neun Nummer-eins-Singles und elf Nummer-eins-Alben. In diesem Jahr gab es einen deutschsprachigen Spitzenreiter.
Die Single- und Albumcharts wurden von Media Control wöchentlich zusammengestellt und umfassten jeweils 100 Stellen. Sie spiegeln den Verkauf physischer Tonträger (Vinyl und CD) wider. Zur Ermittlung der Plätze 51 bis 100 wurde auch der Radio-Einsatz der Stücke herangezogen. Ausgewertet wurden die Verkäufe innerhalb einer Woche (Montag bis Samstag). Die amtliche Veröffentlichung und Datierung der Charts erfolgte am Montag drei Wochen nach Ende des Erhebungszeitraumes.

## Singles
| ← 1988 ← | Liste der Nummer-eins-Hits in Deutschland | Liste der Nummer-eins-Hits in Deutschland | Liste der Nummer-eins-Hits in Deutschland                          | 1990 →                    |
| \| Zeitraum \| Wo. ges. \| Interpret \| Titel Autor(en) \| Zusätzliche Informationen \| \| (Zeitraum, Wochen auf Platz eins, Interpret, Titel, Autor[en], zusätzliche Informationen) \| \| \| \| \| \| ----------------------------------------------------------------------------------------- \| -------- \| ----------------------------- \| ------------------------------------------------------------------ \| ------------------------- \| \| 7. November 1988 – 15. Januar 1989 10 Wochen \| 10 \| Bobby McFerrin \| Don’t Worry, Be Happy Bobby McFerrin \| – \| \| 16. Januar 1989 – 5. März 1989 7 Wochen \| 7 \| Robin Beck \| First Time Gavin Spencer, Tom Anthony, Terry Boyle \| – \| \| 6. März 1989 – 2. April 1989 4 Wochen \| 4 \| Marc Almond & Gene Pitney \| Something’s Gotten Hold of My Heart Roger Greenaway, Roger Cook \| – \| \| 3. April 1989 – 28. Mai 1989 8 Wochen \| 8 \| David Hasselhoff \| Looking for Freedom Jack White, Gary Cowtan \| – \| \| 29. Mai 1989 – 2. Juli 1989 5 Wochen \| 5 \| Roxette \| The Look Per Gessle \| – \| \| 3. Juli 1989 – 3. September 1989 9 Wochen \| 9 \| Mysterious Art \| Das Omen (Teil 1) Mike Staab, Tillmann Uhrmacher, Michael Krautter \| – \| \| 4. September 1989 – 24. September 1989 3 Wochen \| 3 \| Jive Bunny & the Mastermixers \| Swing the Mood \| – \| \| 25. September 1989 – 3. Dezember 1989 10 Wochen \| 10 \| Kaoma \| Lambada Chico de Oliveira, Gonzalo Hermosa-Gonzales \| – \| \| 4. Dezember 1989 – 11. Februar 1990 10 Wochen \| 10 \| Phil Collins \| Another Day in Paradise Phil Collins \| – \| |                                           |                                           |                                                                    |                           |
| ← 1988 |                                           |                                           |                                                                    | → 1990 →                  |
| Zeitraum | Wo. ges.                                  | Interpret                                 | Titel Autor(en)                                                    | Zusätzliche Informationen |
| (Zeitraum, Wochen auf Platz eins, Interpret, Titel, Autor[en], zusätzliche Informationen) |                                           |                                           |                                                                    |                           |
| 7. November 1988 – 15. Januar 1989 10 Wochen | 10                                        | Bobby McFerrin                            | Don’t Worry, Be Happy Bobby McFerrin                               | –                         |
| 16. Januar 1989 – 5. März 1989 7 Wochen | 7                                         | Robin Beck                                | First Time Gavin Spencer, Tom Anthony, Terry Boyle                 | –                         |
| 6. März 1989 – 2. April 1989 4 Wochen | 4                                         | Marc Almond & Gene Pitney                 | Something’s Gotten Hold of My Heart Roger Greenaway, Roger Cook    | –                         |
| 3. April 1989 – 28. Mai 1989 8 Wochen | 8                                         | David Hasselhoff                          | Looking for Freedom Jack White, Gary Cowtan                        | –                         |
| 29. Mai 1989 – 2. Juli 1989 5 Wochen | 5                                         | Roxette                                   | The Look Per Gessle                                                | –                         |
| 3. Juli 1989 – 3. September 1989 9 Wochen | 9                                         | Mysterious Art                            | Das Omen (Teil 1) Mike Staab, Tillmann Uhrmacher, Michael Krautter | –                         |
| 4. September 1989 – 24. September 1989 3 Wochen | 3                                         | Jive Bunny & the Mastermixers             | Swing the Mood                                                     | –                         |
| 25. September 1989 – 3. Dezember 1989 10 Wochen | 10                                        | Kaoma                                     | Lambada Chico de Oliveira, Gonzalo Hermosa-Gonzales                | –                         |
| 4. Dezember 1989 – 11. Februar 1990 10 Wochen | 10                                        | Phil Collins                              | Another Day in Paradise Phil Collins                               | –                         |

## Alben
| ← 1988 ← | Liste der Nummer-eins-Alben in Deutschland | Liste der Nummer-eins-Alben in Deutschland | Liste der Nummer-eins-Alben in Deutschland | 1990 →                    |
| \| Zeitraum \| Wo. ges. \| Interpret \| Titel \| Zusätzliche Informationen \| \| (Zeitraum, Wochen auf Platz eins, Interpret, Titel, zusätzliche Informationen) \| \| \| \| \| \| ------------------------------------------------------------------------------ \| -------- \| -------------- \| --------------------- \| ------------------------- \| \| 23. Dezember 1988 – 22. Januar 1989 5 Wochen \| 5 \| MSSO \| Pop Goes Classic \| – \| \| 23. Januar 1989 – 16. April 1989 12 Wochen \| 12 \| Tanita Tikaram \| Ancient Heart \| – \| \| 17. April 1989 – 14. Mai 1989 4 Wochen \| 4 \| Madonna \| Like a Prayer \| – \| \| 15. Mai 1989 – 2. Juli 1989 7 Wochen (insgesamt 8) \| 8 \| Simple Minds \| Street Fighting Years \| – \| \| 3. Juli 1989 – 9. Juli 1989 1 Woche (insgesamt 6) \| 6 \| Queen \| The Miracle \| – \| \| 10. Juli 1989 – 16. Juli 1989 1 Woche (insgesamt 8) \| 8 \| Simple Minds \| Street Fighting Years \| – \| \| 17. Juli 1989 – 20. August 1989 5 Wochen (insgesamt 6) \| 6 \| Queen \| The Miracle \| – \| \| 21. August 1989 – 10. September 1989 3 Wochen \| 3 \| Mike Oldfield \| Earth Moving \| – \| \| 11. September 1989 – 1. Oktober 1989 3 Wochen \| 3 \| Westernhagen \| Halleluja \| – \| \| 2. Oktober 1989 – 29. Oktober 1989 4 Wochen \| 4 \| Tina Turner \| Foreign Affair \| – \| \| 30. Oktober 1989 – 5. November 1989 1 Woche \| 1 \| Peter Maffay \| Kein Weg zu weit \| – \| \| 6. November 1989 – 3. Dezember 1989 4 Wochen \| 4 \| Tracy Chapman \| Crossroads \| – \| \| 4. Dezember 1989 – 1. April 1990 17 Wochen \| 17 \| Phil Collins \| …But Seriously \| – \| |                                            |                                            |                                            |                           |
| ← 1988 |                                            |                                            |                                            | → 1990 →                  |
| Zeitraum | Wo. ges.                                   | Interpret                                  | Titel                                      | Zusätzliche Informationen |
| (Zeitraum, Wochen auf Platz eins, Interpret, Titel, zusätzliche Informationen) |                                            |                                            |                                            |                           |
| 23. Dezember 1988 – 22. Januar 1989 5 Wochen | 5                                          | MSSO                                       | Pop Goes Classic                           | –                         |
| 23. Januar 1989 – 16. April 1989 12 Wochen | 12                                         | Tanita Tikaram                             | Ancient Heart                              | –                         |
| 17. April 1989 – 14. Mai 1989 4 Wochen | 4                                          | Madonna                                    | Like a Prayer                              | –                         |
| 15. Mai 1989 – 2. Juli 1989 7 Wochen (insgesamt 8) | 8                                          | Simple Minds                               | Street Fighting Years                      | –                         |
| 3. Juli 1989 – 9. Juli 1989 1 Woche (insgesamt 6) | 6                                          | Queen                                      | The Miracle                                | –                         |
| 10. Juli 1989 – 16. Juli 1989 1 Woche (insgesamt 8) | 8                                          | Simple Minds                               | Street Fighting Years                      | –                         |
| 17. Juli 1989 – 20. August 1989 5 Wochen (insgesamt 6) | 6                                          | Queen                                      | The Miracle                                | –                         |
| 21. August 1989 – 10. September 1989 3 Wochen | 3                                          | Mike Oldfield                              | Earth Moving                               | –                         |
| 11. September 1989 – 1. Oktober 1989 3 Wochen | 3                                          | Westernhagen                               | Halleluja                                  | –                         |
| 2. Oktober 1989 – 29. Oktober 1989 4 Wochen | 4                                          | Tina Turner                                | Foreign Affair                             | –                         |
| 30. Oktober 1989 – 5. November 1989 1 Woche | 1                                          | Peter Maffay                               | Kein Weg zu weit                           | –                         |
| 6. November 1989 – 3. Dezember 1989 4 Wochen | 4                                          | Tracy Chapman                              | Crossroads                                 | –                         |
| 4. Dezember 1989 – 1. April 1990 17 Wochen | 17                                         | Phil Collins                               | …But Seriously                             | –                         |

## Jahreshitparaden
| ← 1988 ← | Liste der Jahres-Nummer-eins-Hits in Deutschland | Liste der Jahres-Nummer-eins-Hits in Deutschland | Liste der Jahres-Nummer-eins-Hits in Deutschland | 1990 →   |
| \| Singles \| Position# \| Alben \| \| ----------------------------------------------------------------------------------------- \| --------- \| ----------------------------------------- \| \| Looking for Freedom David Hasselhoff Jack White, Gary Cowtan \| 1 \| Ancient Heart Tanita Tikaram \| \| Das Omen (Teil 1) Mysterious Art Mike Staab, Tillmann Uhrmacher, Michael Krautter \| 2 \| A New Flame Simply Red \| \| First Time Robin Beck Gavin Spencer, Tom Anthony, Terry Boyle \| 3 \| Tracy Chapman \| \| The Look Roxette Per Gessle \| 4 \| Street Fighting Years Simple Minds \| \| Lambada Kaoma Chico de Oliveira, Gonzalo Hermosa-Gonzales \| 5 \| Like a Prayer Madonna \| \| Like a Prayer Madonna , Patrick Leonard \| 6 \| Die neue KuschelRock Various Artists \| \| She Drives Me Crazy Fine Young Cannibals Roland Gift, David Steele \| 7 \| The Raw & The Cooked Fine Young Cannibals \| \| The Way to Your Heart Soulsister Jan Leyers, Paul Michiels \| 8 \| Flying Colours Chris de Burgh \| \| Don’t Worry, Be Happy Bobby McFerrin \| 9 \| The Miracle Queen \| \| Something’s Gotten Hold of My Heart Marc Almond & Gene Pitney Roger Greenaway, Roger Cook \| 10 \| Patrona Bavariae Original Naabtal Duo \| |                                                  |                                                  |                                                  |          |
| ← 1988 |                                                  |                                                  |                                                  | → 1990 → |
| Singles | Position#                                        | Alben                                            |                                                  |          |
| Looking for Freedom David Hasselhoff Jack White, Gary Cowtan | 1                                                | Ancient Heart Tanita Tikaram                     |                                                  |          |
| Das Omen (Teil 1) Mysterious Art Mike Staab, Tillmann Uhrmacher, Michael Krautter | 2                                                | A New Flame Simply Red                           |                                                  |          |
| First Time Robin Beck Gavin Spencer, Tom Anthony, Terry Boyle | 3                                                | Tracy Chapman                                    |                                                  |          |
| The Look Roxette Per Gessle | 4                                                | Street Fighting Years Simple Minds               |                                                  |          |
| Lambada Kaoma Chico de Oliveira, Gonzalo Hermosa-Gonzales | 5                                                | Like a Prayer Madonna                            |                                                  |          |
| Like a Prayer Madonna , Patrick Leonard | 6                                                | Die neue KuschelRock Various Artists             |                                                  |          |
| She Drives Me Crazy Fine Young Cannibals Roland Gift, David Steele | 7                                                | The Raw & The Cooked Fine Young Cannibals        |                                                  |          |
| The Way to Your Heart Soulsister Jan Leyers, Paul Michiels | 8                                                | Flying Colours Chris de Burgh                    |                                                  |          |
| Don’t Worry, Be Happy Bobby McFerrin | 9                                                | The Miracle Queen                                |                                                  |          |
| Something’s Gotten Hold of My Heart Marc Almond & Gene Pitney Roger Greenaway, Roger Cook | 10                                               | Patrona Bavariae Original Naabtal Duo            |                                                  |          |